# Ann Radcliffe
Ann Radcliffe (født 9. juli 1764, død 7. februar 1823) var en engelsk forfatter af gotisk fiktion.
Hendes roman The Mysteries of Udolpho var en kæmpesucces og blev satiriseret i Jane Austens Northanger Abbey.